# Mazaios
Mazaios ou Mazday (en grec ancien Μαζαῖος / Mazaios) est un satrape perse de l'empire achéménide. Général de Darius III à la bataille de Gaugamèles, il finit par se rallier à Alexandre le Grand qui le place à la tête de la satrapie de Babylonie.

## Biographie

### Sous les Achéménides
Mazaios est désigné satrape de Cilicie dans les années 350 av. J.-C., depuis le règne d'Artaxerxès II ou d'Artaxerxès III. Il se voit maintenu à ce poste par Arsès et Darius III dont il serait proche. Sous Artaxerxès III, vers 351-350, il se voit confier avec le satrape de Syrie, Bélésys II, la répression de la révolte des Phéniciens du roi Tabnit (ou Tennès) de Sidon. Les deux généraux subissent une défaite contre les 4 000 mercenaires grecs venus d'Égypte, commandés par Mentor de Rhodes. Le Grand Roi doit intervenir personnellement contre Sidon qui tombe seulement, vers 346-345, après la trahison de Tabnit. Alors que Bélésys tombe en disgrâce, Mazaios garde les faveurs du roi en conservant la Cilicie En 334, alors qu'Alexandre approche de la Cilicie, Mazaios est remplacé par Arsamès qui néglige de faire garder la passe des Portes ciliciennes. 
En 331, Darius lui ordonne d'empêcher la traversée de l'Euphrate par l'armée macédonienne à Thapsaque. Ne disposant pas d'effectifs suffisants pour empêcher l'achèvement des ponts par les Macédoniens, il doit se retirer et rejoint Darius qui longe le Tigre vers le nord. D'après Diodore, il aurait été chargé de garder un poste le long du Tigre, tâche qui aurait peut-être été confiée à Satropatès ; Diodore affirme qu'il a négligé cette tâche car il considère le Tigre comme infranchissable. Alexandre franchit effectivement le Tigre en septembre 331.
À la bataille de Gaugamèles, Mazaios commande le flanc droit de l'armée perse, formé notamment par la cavalerie cappadocienne, syrienne, mède et parthe. Il s'oppose au flanc gauche macédonien commandé par Parménion. Il dirige une unité de chars à faux qui inflige de lourdes pertes aux Macédoniens et envoie un escadron de cavaliers scythes tenter de capturer le camp macédonien. La cavalerie perse bouscule la cavalerie thessalienne, obligeant Parménion à demander l'aide d'Alexandre afin de protéger les flancs de la phalange. Finalement, face à la ténacité des Thessaliens et à la fuite de Darius, Mazaios doit quitter le champ de bataille pour se rendre ensuite à Babylone.

### Ralliement à Alexandre
Fin octobre 331 av. J.-C., Mazaios capitule face à Alexandre et lui offre Babylone, permettant aux Macédoniens d'éviter un long siège qui aurait permis aux Perses de se ressaisir. Alexandre inaugure sa politique de ralliement de l'aristocratie perse en désignant immédiatement Mazaios satrape de Babylonie. Ici intervient l'hypothèse selon laquelle il se serait rapproché d'Alexandre dès 333 lors du séjour de celui-ci à Tarse en Cilicie. Il dirige la Babylonie jusqu'à sa mort en 328 ; il est remplacé par Staménès. 
Mazaios est peut-être l'occupant du sarcophage d'Alexandre de Sidon.

### Monnaies frappées par Mazaios
Mazaios a fait frapper des pièces de monnaie dans les ateliers de Tarse, Sidon et Babylone.

En tant que satrape de Cilicie
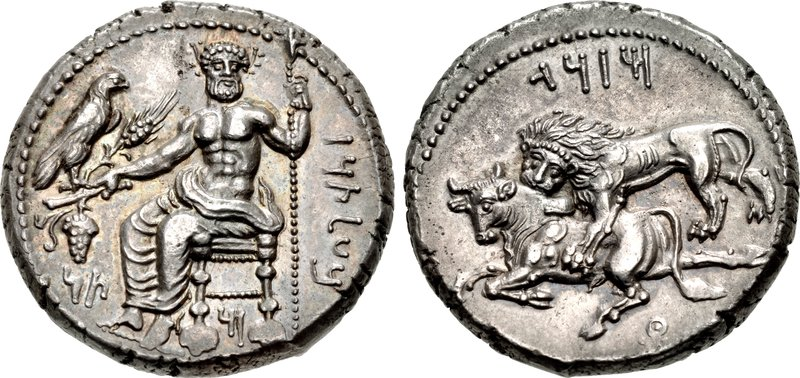
Monnaie frappée à Tarse, 361-334.
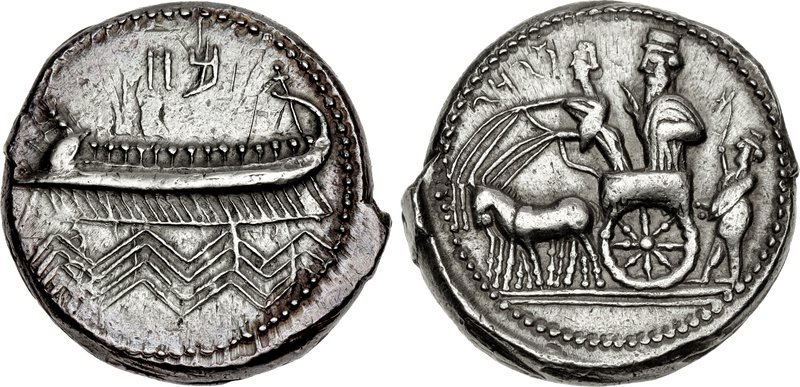
Monnaie frappée à Sidon, 353-333.
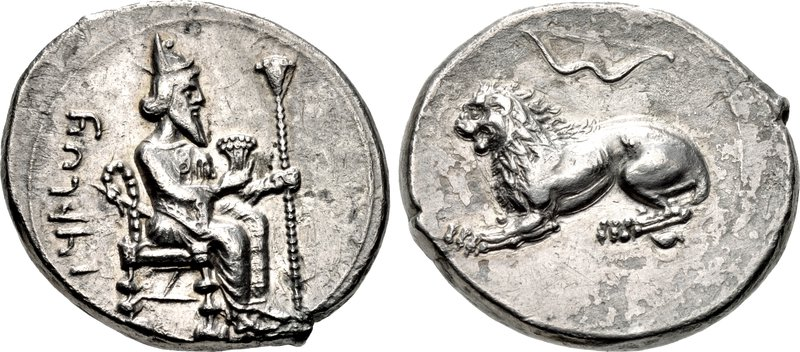
Monnaie frappée à Tarse à l'effigie d'Artaxerxès III en tant que pharaon, 361-334.
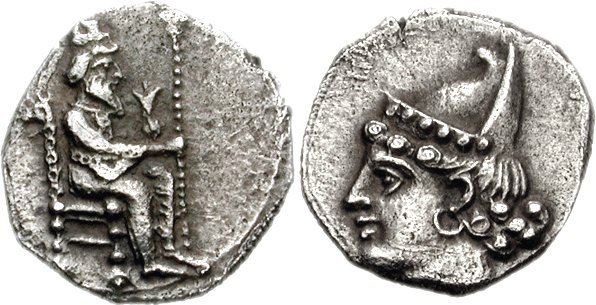
Monnaie frappée à Tarse à l'effigie d'Artaxerxès III en tant que pharaon.

En tant que satrape de Babylonie
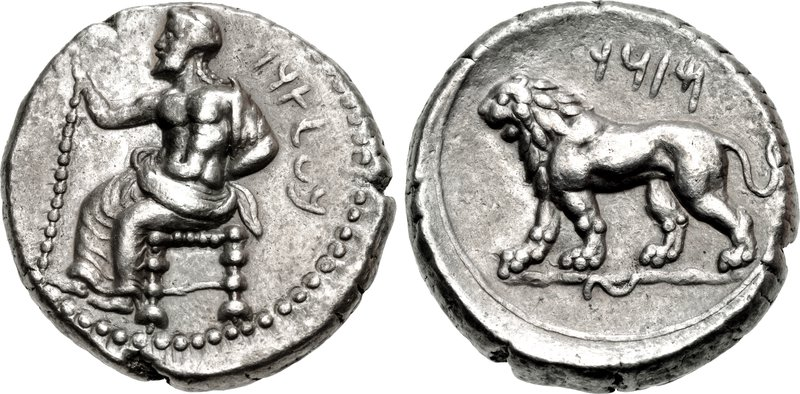
Monnaie frappée à Babylone, 331-328.
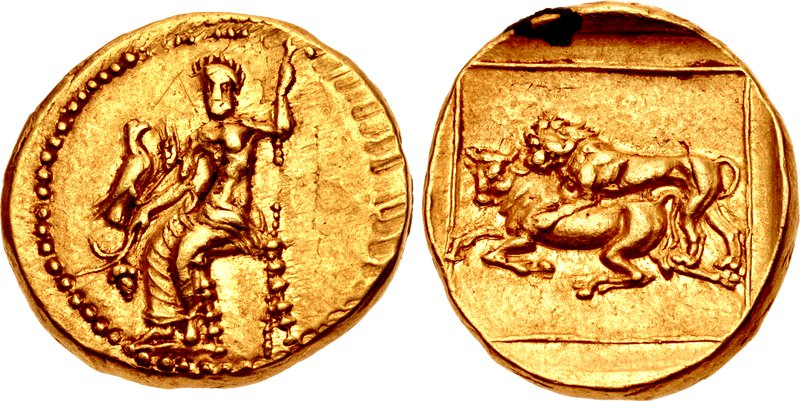
Monnaie frappée à Babylone.

## Mazaios dans l'art et la culture

### A la télévision
Dans la série télévisée Alexandre le Grand : Au rang des dieux, diffusée en 2024 sur la plateforme Netflix, Mazaios est incarné par Alain Ali Washnevsky,.

### Sources
- Arrien, Anabase [lire en ligne].
- Diodore de Sicile, Bibliothèque historique [détail des éditions] [lire en ligne].
- Quinte-Curce, L'Histoire d'Alexandre le Grand [lire en ligne].